# 石川登
石川 登（いしかわ のぼる、1962年 - ）は、日本の文化人類学者。京都大学東南アジア地域研究研究所教授。樫山純三賞受賞。

## 人物・経歴
成城学園初等学校、成城学園中学校、成城学園高等学校を経て、東京都立大学人文学部卒業。東京都立大学大学院社会科学研究科修士課程社会人類学専攻修了、文学修士。ニューヨーク市立大学大学院センター博士課程修了、Ph.D.（人類学博士）。京都大学東南アジア研究センター助手、京都大学東南アジア研究センター助教授を経て、京都大学東南アジア地域研究研究所教授。2008年樫山純三賞受賞。

## 著書
- "Dislocating Nation-States: Globalization in Asia and Africa" Kyoto University Press 2005年
- 『境界の社会史 : 国家が所有を宣言するとき』地域研究叢書：京都大学学術出版会 2008年
- "Between frontiers : nation and identity in a Southeast Asian borderland" NIAS 2010年
- "Transborder Governance of Forests, Rivers and Seas" Routledge 2010年
- "Anthropogenic Tropical Forests: Human-Nature Interfaces on the Plantation Frontier" Springer 2019年